# Verrerie de Lagnieu
La verrerie de Lagnieu est une usine de fabrication de produits en verre, située dans la commune française de Lagnieu, dans le département de l'Ain. Fondée en 1923-1924, elle constitue aujourd'hui l'un des sites de production de l'entreprise Verallia, et la seule usine du groupe à produire des pots alimentaires. Elle emploie 305 personnes en 2019.
Sa création doit beaucoup à la présence d'un gisement de gaz à proximité, dans le secteur de Vaux-en-Bugey, dans la vallée du Buizin.

## Histoire

### Développement

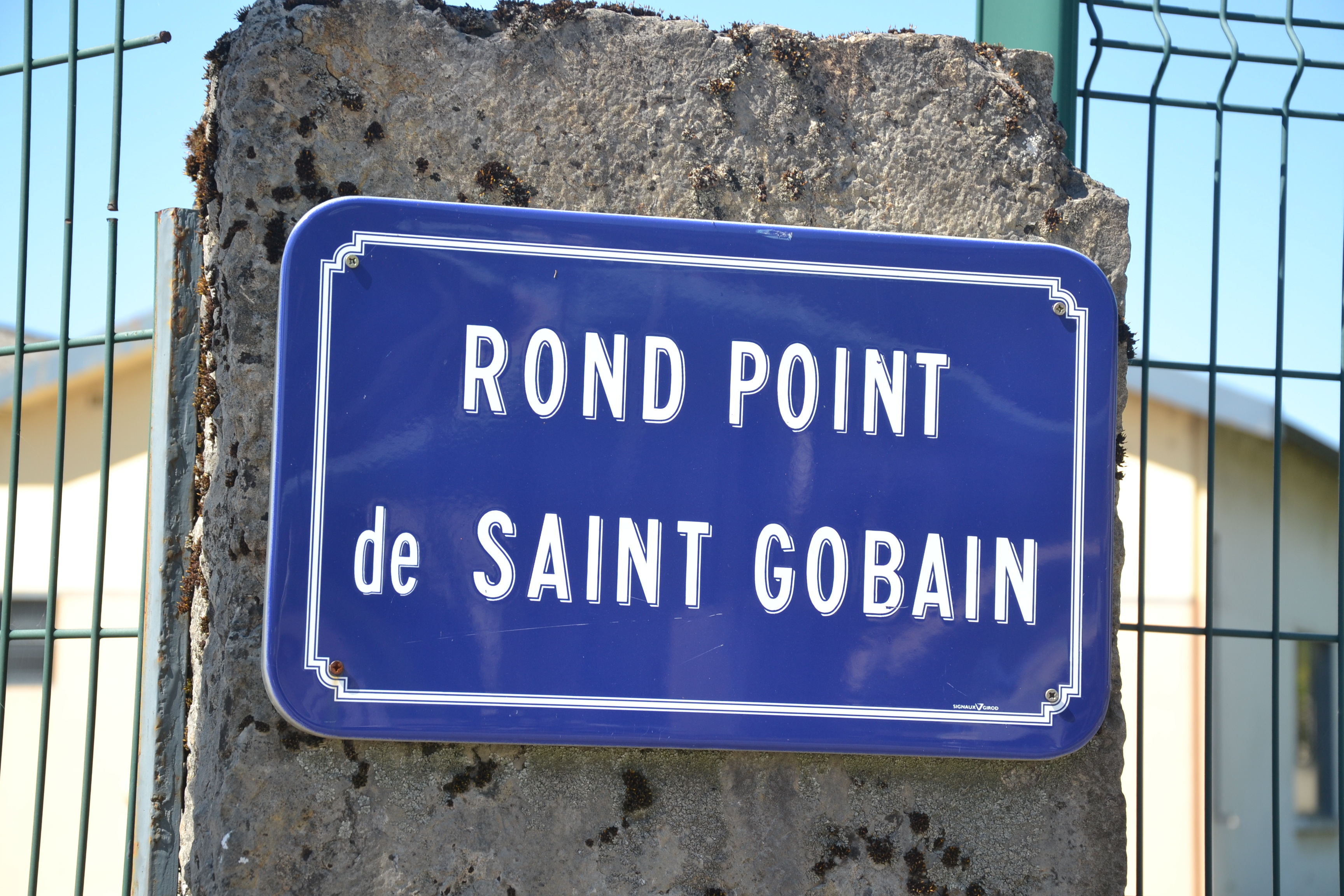
Panneau de rue mentionnant le nom de l'ancien propriétaire de l'usine.

La création de la verrerie de Lagnieu s'inscrit dans l'histoire industrielle du Centre-Est de la France, et d'une région Rhône-Alpes marquée par une activité verrière notable. Elle intervient en 1922, à l'initiative de la Compagnie de Saint-Gobain, en raison de la proximité d'un gisement de gaz naturel, situé sur le territoire de la commune voisine de Vaux-en-Bugey. Dès 1923, l'engagement de Saint-Gobain dans la fabrication nouvelle de verre blanc, et non plus seulement les glaces et miroirs en verre plat, profite à l'usine de Lagnieu, qui démarre officiellement son activité en 1924. Le premier flacon sort de l'usine le 8 avril 1925.
L'usine cesse dès 1928 d'utiliser le gaz de Vaux-en-Bugey, dont le gisement diminue très rapidement.
L'histoire sociale de l'usine est marquée par plusieurs personnalités impliquées dans la Confédération générale du travail, comme « le camarade Pin », que La Vie ouvrière présente en 1952 comme étant « parmi les meilleurs recruteurs » pour le syndicat, ou Raymond Berthuy, ancien résistant dans la Creuse et employé à la verrerie de 1952 à 1982, où il est secrétaire de la section CGT.

### Innovations récentes
Propriété du groupe Saint-Gobain jusqu'en 2015, l'usine est spécialisée dans la fabrication de pots en verre blanc.
En 2019, le propriétaire procède à d'importants travaux de modernisation de l'usine, comprenant la reconstruction d'un des deux fours. Ce chantier donne lieu à une célébration - le service d'archives de l'entreprise Saint-Gobain prête notamment des pots de verre autrefois fabriqués à Lagnieu,. La démolition et la reconstruction des fours est nécessaire tous les dix à quinze ans.

## Production

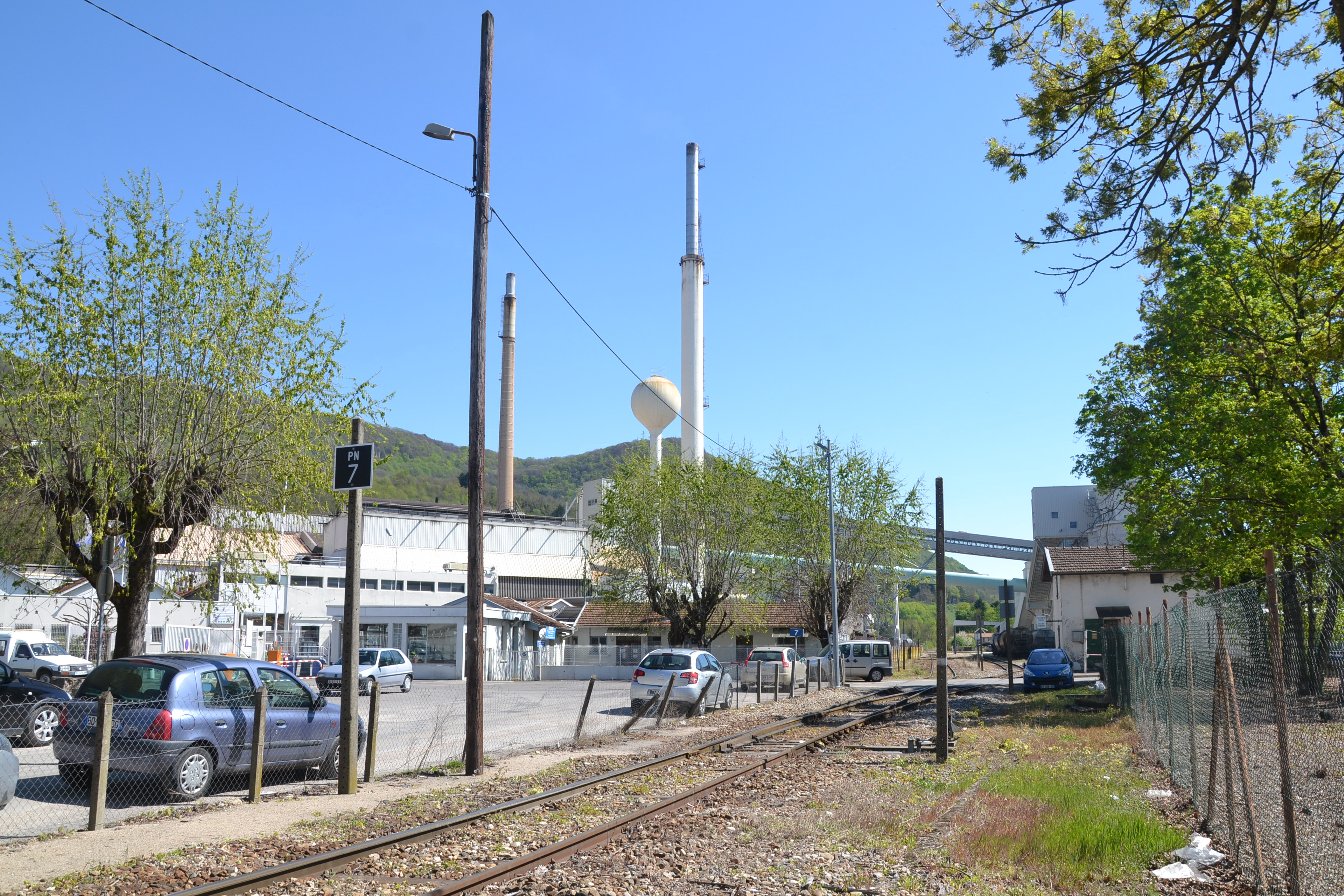
Voie ferrée utilisée par l'entreprise.

L'usine produit 1,5 milliard de pots chaque année, notamment les pots de Nutella, dont elle est le premier fournisseur français. D'autres marques du secteur agro-alimentaires connues du grand public utilisent la verrerie de Lagnieu : Nescafé, La Laitière, Bonne Maman, Babybio, Reflets de France…. En 2019, 200 références figurent à son catalogue.
La production justifie l'utilisation de la ligne d'Ambérieu à Montalieu-Vercieu, dont la section Lagnieu-Ambérieu est maintenue en service et rénovée pour acheminer le sable et le carbonate de soude. L'usine est d'ailleurs positionnée à proximité de l'emplacement de l'ancienne gare de Lagnieu, aujourd'hui démolie. Elle dispose d'un entrepôt sur la commune voisine de Vaux-en-Bugey.
Une partie de la chaleur produite par les fours est récupérée pour produire de l'électricité.